# Burnet Tuthill
Burnet Corwin Tuthill (né le 16 novembre 1888 à New York et mort le 18 janvier 1982 à Knoxville) est un compositeur, chef d'orchestre et administrateur américain. Il est le fils de William Tuthill (en), l'architecte du Carnegie Hall.

## Biographie
Il étudie à l'Université Columbia et au College-Conservatory of Music de Cincinnati. Il est engagé en tant que directeur général du Cincinnati College (de 1922 à 1930). Il est ensuite chef d'orchestre de la Memphis SO (1938-1946) et chef du département de musique de l'Université Southwestern, Memphis (1935-1959). Il a également tenu des postes importants dans l'Association nationale des écoles de musique (National Association of Schools of Music) et dans la Société pour la publication de la musique américaine (Society for the Publication of American Music).
Il a été un compositeur prolifique de Gebrauchsmusik (musique utilitaire) pour certains instruments n'ayant pas un grand répertoire de concert.

## Compositions (sélection)

### Musique chorale
- Benedicite omnia opera, op.2, (1933)
- Big River, op.22, soprano solo, chœur de femmes et orchestre (1942)
- Requiem, op.38, soprano et baryton solistes, chœur, orchestre et orgue (1960)
- Thanksgiving Anthems, op.62 n° 3, 1971

### Musique orchestrale
- Nocturne, op.4, flûte et cordes (1933)
- Bethlehem, pastorale, op.8, (1934)
- Come 7, rhapsodie, op.11 (1935)
- Laurentia, poème symphonique, op.16 (1936)
- Symphonie en do majeur, op.21 (1940)
- Elegy, op.26b (1946)
- Rowdy Dance, op.27a (1948)
- Concerto pour clarinette, op.28 (1949)
- Chanson pour flûte solo, cordes et 2 cors (1954)
- Rhapsody, op.33, clarinette et orchestre de chambre (1954)
- Concerto, op.45, contrebasse et vents (1962)
- Trombone Trouble, op.46, 3 trombones et orchestre (1963)
- Concerto pour saxophone, op.50 (1965)
- Concerto pour trombone, op.54 (1967)
- Concerto pour tuba (1975)

### Musique pour fanfare
- Dr Joe, marche, op.5, (1933)
- Ouverture brillante, op.19 (1937)
- Suite, op.26 (1946)
- Processional, op.37 (1957)
- Rondo concertant, pour 2 clarinette et fanfare (1961)
- Fantasia, op.57, pour tuba et fanfare (1968)

### Musique de chambre
- Intermezzo, 3 clarinettes (1927)
- Fantasy Sonata, op.3, pour clarinette et piano (1932)
- Trio pour piano, op.6 (1933)
- Variations on ‘When Johnny Comes Marching Home’, op.9, quintette à vent et piano (1934)
- Sailor’s Hornpipe, op.14/1, quintette à vent (1935)
- Divertimento dans un style classique, op.14/2, quintette à vent (1936)
- Sonate pour violon, op.17 (1937)
- Sonate pour alto, op.20 (1941)
- Sonate pour trompette, op.29 (1950)
- Family Music, flûte, 2 clarinette, alto et violoncelle (1952)
- Quatuor à cordes, op.34 (1953)
- Quintette, op.36, 4 clarinette et piano (1957)
- 6 for Bass, op.43,pour contrebasse et piano (1961)
- Quatuor, op.52, 4 saxophones (1966)
- Sonate pour saxophone, op.56 (1968)
- 5 Essays, op.57, quintette de cuivres (1969)
- A Little English, op.61/3, cor anglais et piano (1971)
- Show Piece, op.61/1, violon et harpe (ou piano) (1971)
- Caprice, op.64/1, pour guitare (1972)
- Tiny Tunes, op.64/2, pour tuba (1973)